# (Where Do I Begin?) Love Story
(Where Do I Begin?) Love Story è un brano musicale pubblicato nel 1970, composto dal musicista francese Francis Lai. 
Il brano è stato pubblicato per la prima volta in versione strumentale nel film Love Story del 1970, diretto da Arthur Hiller. Francis Lai ha vinto l'Oscar alla miglior colonna sonora originale con questo film nell'ambito dei Premi Oscar 1971.
Il testo è stato inserito successivamente ed è del cantautore statunitense Carl Sigman. L'adattamento in italiano è di Sergio Bardotti.
Il singolo è arrivato in prima posizione per 3 settimane nella classifica dei 45 giri in Italia ed in quarta in Svizzera.

## Cover
La canzone è stata interpretata da molti artisti e gruppi tra cui:
- Johnny Dorelli - la sua versione fu la sigla della 21ª edizione della trasmissione radiofonica Gran varietà
- Patty Pravo - la sua versione fu la sigla della 21ª edizione della trasmissione radiofonica Gran varietà e, con Johnny Dorelli, la interpretarono insieme nel programma televisivo Senza rete
- Andy Williams
- Vikki Carr
- Rick Astley
- José José
- Tony Bennett
- Shirley Bassey
- Henry Mancini
- Johnny Mathis
- Nana Mouskouri
- Patricia Kaas
- Paul Mauriat
- Plácido Domingo
- Richard Clayderman
- Alfio Bonanno
- Nino Tempo e April Stevens
- Iva Zanicchi
- Peppino Gagliardi
- Googoosh